# Don't Say No
Don't Say No è il secondo album del musicista statunitense Billy Squier, pubblicato dall'etichetta discografica Capitol il 13 aprile 1981.
L'album è prodotto da Reinhold Mack e lo stesso artista, autore completo di tutti i brani.
Dal disco vengono tratti i singoli The Stroke, In the Dark e My Kinda Lover.

## Tracce

### Lato A
1. In the Dark
2. The Stroke
3. My Kinda Lover
4. You Know What I Like
5. Too Daze Gone

### Lato B
1. Lonely Is the Night
2. Whadda You Want from Me
3. Nobody Knows
4. I Need You
5. Don't Say No